# Вінницький ґебіт
Ві́нницький ґебі́т або окру́га Ві́нниця (нім. Kreisgebiet Winniza) — адміністративно-територіальна одиниця генеральної округи Житомир райхскомісаріату Україна з центром у Вінниці. Існувала протягом нацистської окупації Української РСР у часи Німецько-радянської війни. 
На території округи містилася таємна ставка Гітлера «Вервольф».

## Історія
Опівдні 20 жовтня 1941 року на території Вінницької області утворено Літинську округу (ґебіт) (нім. Kreisgebiet Litin) з Літинського, Хмільницького районів та частини Жмеринського (названого Браїлівським) району, що залишилася після того, як більшість Жмеринського району увійшла до Могилівського повіту Трансністрії (румунської зони окупації). Одночасно було утворено Вінницьку міську округу (нім. Kreisgebiet Winniza-Stadt) у межах міста Вінниця та Вінницьку сільську округу (нім. Kreisgebiet Winniza-Land) на території тогочасного Турбівського і Вінницького районів. Назви округ указують на їхні адміністративні центри. Округами (ґебітами) керували ґебітскомісари, зокрема Літинським — Віцерман (нім. Wizermann). Ґебітскомісарів призначав райхсміністр у справах окупованих східних областей Альфред Розенберг. 
15 січня 1943 р. відбулося перше об'єднання — злиття Вінницької міської та Вінницької сільської округ в одну нову Вінницьку округу (нім. Kreisgebiet Winniza). 1 квітня 1943 р. шляхом об'єднання Вінницької округи та тієї частини Літинської округи, до якої входили Літинський і Браїлівський (неприєднаний до румунської Трансністрії залишок Жмеринського) райони, створено нову, збільшену округу Вінниця. Станом на 1 вересня 1943 р. округа охоплювала п'ять створених німцями районів: чотири сільські райони Вінницької області (Браїлівський, Вінницький, Літинський, Турбівський) та місто Вінницю, яке й було офіційним місцем перебування Вінницького ґебітскомісара. 
Органом Вінницької міської управи була газета «Вінницькі вісті». Відомі її випуски з 31 серпня 1941 по 1943 рік. Редактором був Михайло Зеров.  У Вінниці у січні-березні 1944 року (після Харкова і Полтави) виходив часопис для евакуйованих «Нова Україна», редактором якого був Петро Сагайдачний і Всеволод Царинник. У Вінниці також друкувалося німецькомовне видання для вермахту «Східний фронт» (нім. Ostfront), яке перед тим теж видавалося у Полтаві.
Ґебіт формально існував до 4 лютого 1944 р. 19-20 березня 1944 р. окружним центром Вінницею оволоділи радянські війська.

## Адміністративно-територіальний поділ
Станом на 20 жовтня 1941 р. округа Літин поділялася на 3 райони:
- Браїлівський (нім. Rayon Brailow)
- Літинський (нім. Rayon Litin)
- Хмільницький (нім. Rayon Chmelnik)

Станом на 20 жовтня 1941 р. сільська округа Вінниця поділялася на 2 райони:
- Вінницький (нім. Rayon Winniza-Land)
- Турбівський (нім. Rayon Turbow)

Станом на 20 жовтня 1941 р. міська округа Вінниця складалася з 1 району:
- міський район Вінниця (нім. Rayon Winniza-Stadt)

Станом на 1 вересня 1943 р. округа Вінниця поділялася на 5 районів:
- Браїлівський (нім. Rayon Brailow)
- Вінницький (нім. Rayon Winniza-Land)
- Літинський (нім. Rayon Litin)
- Турбівський (нім. Rayon Turbow)
- Вінниця (нім. Rayon Winniza-Stadt)[2]